# Thilo Peter

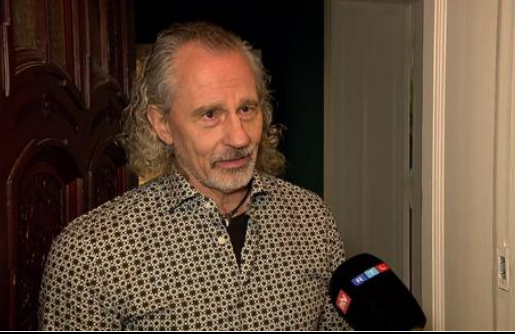
Thilo Peter, ehemaliger CDU-Funktionär Berlin-Charlottenburg

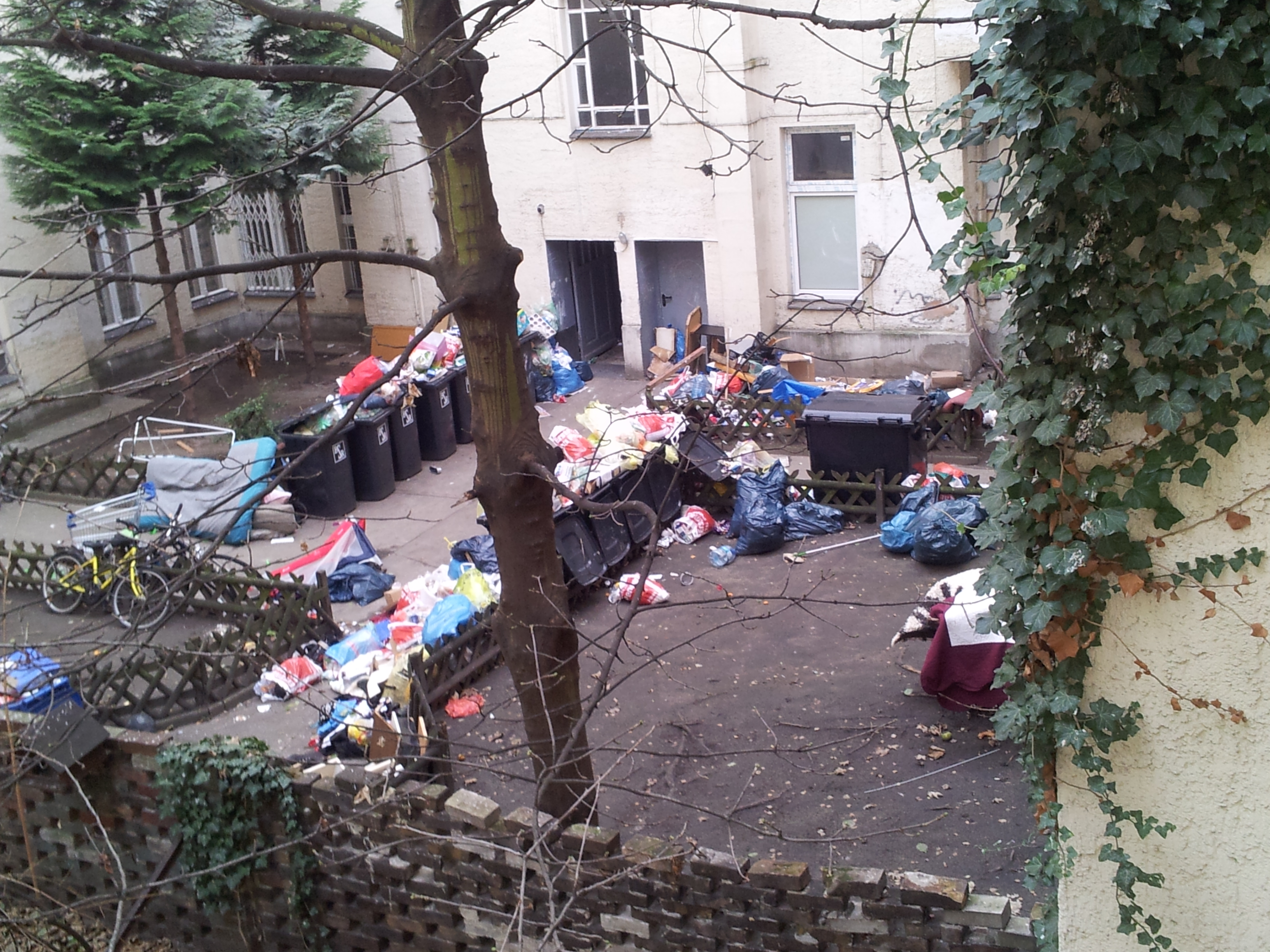
Ansicht des Innenhofs einer Thilo-Peter-Immobilie (2014) in Neukölln, Nogatstraße 1 – Kirchhofstraße 14/15

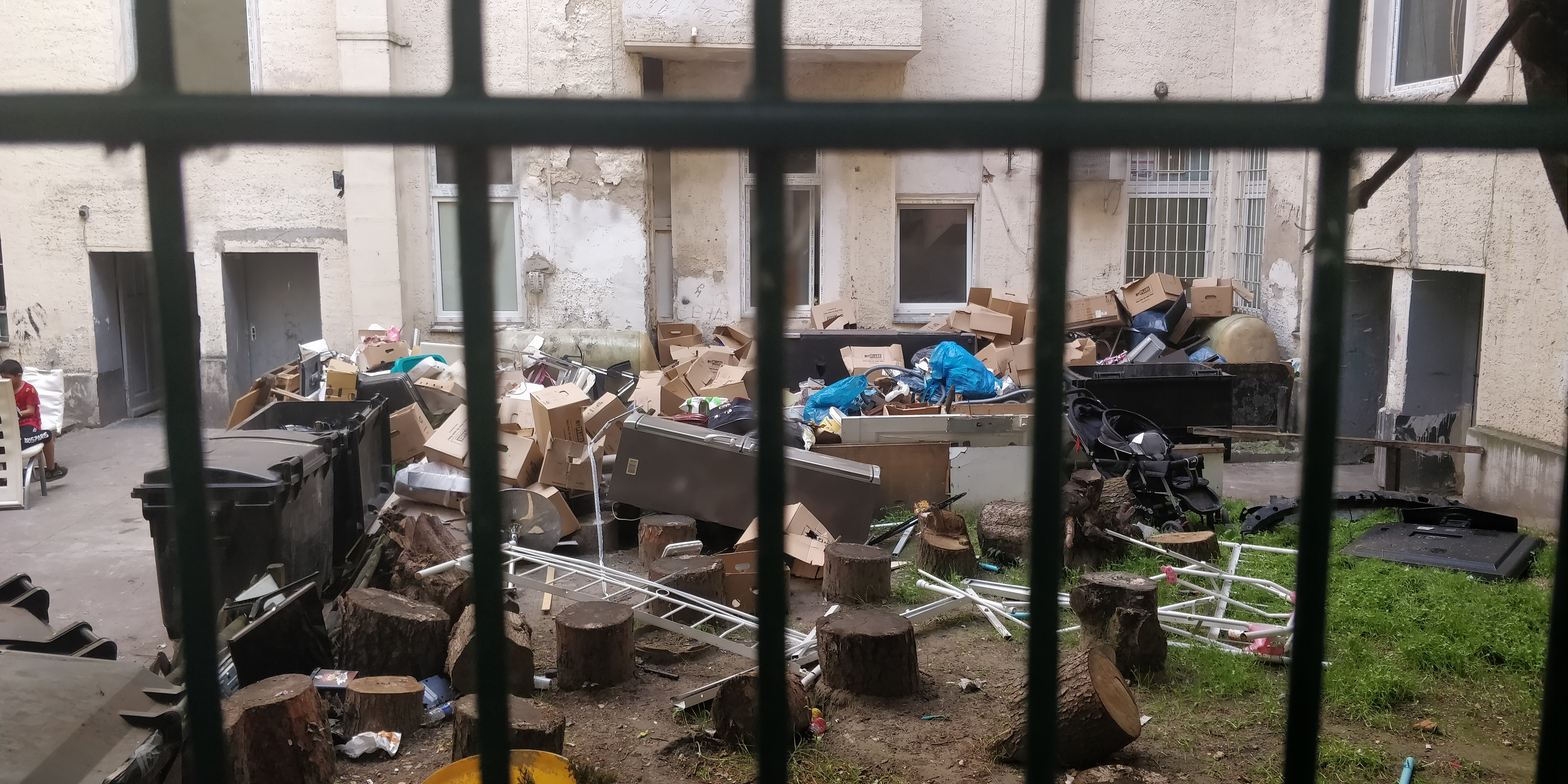
Ansicht des Innenhofs einer Thilo-Peter-Immobilie (2020) in Neukölln: Nogatstraße 1 – Kirchhofstraße 14/15

Thilo Peter ist ehemaliges Vorstandsmitglied des CDU-Ortsverbandes Charlottenburg-Nord, Steuerberater und Eigentümer sogenannter Schrottimmobilien in Berlin-Neukölln.

## Politische Laufbahn
Thilo Peter ist langjähriges Mitglied der Berliner CDU und war Vorstand des Ortsverbandes Charlottenburg. Sein Amt als CDU-Verordneter in der Bezirksversammlung Charlottenburg musste er insgesamt zweimal unter öffentlichem Druck niederlegen. Im Jahr 2012 sowie 2020 trat er nach der Kritik, sich als Hauseigentümer an Flüchtlingen und Einwanderern aus Osteuropa zu bereichern, zurück.

## Kontroverse um Schrottimmobilien
Thilo Peter wird dafür kritisiert, baufällige Häuser fast ausschließlich an Roma zu vermieten. Im Frühjahr 2012 gab sein Zwillingsbruder Michael, der die Häuser in Berlin-Neukölln verwaltet, dem ZDF ein Interview – und erklärte, „Roma würden sich halt nicht so viel beschweren“. Während des Ausbruchs der Corona-Pandemie wurden die Bewohner zweier Neuköllner Immobilien Peters für 14 Tage unter Quarantäne gestellt.

## Negativ-Auszeichnung
Im Juni bezeichnete ihn das Magazin tip im Rahmen ihrer Liste „Die peinlichsten Berliner*innen – Corona-Spezial: Das ist unsere Nerv-Elite“ als „Schrottwichtel“ und führte ihn auf dem 7. Platz.